# Pictures Generation
Die Pictures Generation bezeichnet eine lose Gruppe von amerikanischen Künstlern, die in den 1970er und Anfang der 1980er Jahre vor allem in New York tätig waren. Diese Künstler begründeten jedoch nie eine Gruppe mit diesem Namen. Die Bezeichnung Pictures Generation wurde retrospektiv durch die Ausstellung The Pictures Generation, 1974-1984 geprägt, die im The Metropolitan Museum of Art in New York vom 29. April bis zum 2. August 2009 stattfand.
Den Beginn der Pictures Generation kennzeichnet die von dem Kunstkritiker Douglas Crimp kuratierte Gruppenausstellung Pictures, die im Herbst 1977 im New Yorker Ausstellungsraum „Artists Space“ stattfand, sowie sein gleichnamiger, stilprägender Text Pictures. Die Ausstellung zeigte Arbeiten von Troy Brauntuch, Jack Goldstein, Sherrie Levine, Robert Longo und Philip Smith. Der Pictures Generation werden neben diesen fünf Künstlern allerdings noch einige weitere Künstler zugeschrieben, wie beispielsweise Cindy Sherman, Louise Lawler, Barbara Kruger und Richard Prince. Ihre gemeinsame Intention liegt in der Ablehnung der Moderne. Als erste Generation wuchsen diese Künstler mit den Massenmedien wie Film, Fernsehen und der Illustrierten auf, welche sie sich in ihren Arbeiten strategisch aneigneten (s. Appropriation Art). Die Vertreter der Pictures Generation arbeiteten folglich, wie bereits die Pop-Art-Künstler vor ihnen, mit recognizable images (Erkennbare Bilder). Ihre Arbeiten veranschaulichen den kritischen Zeitgeist des Jahrzehnts und somit die Ideen der zu dieser Zeit aufkommenden Postmodernen.